# Tupi Futebol Clube
Tupi Futebol Clube, comúnmente conocido como Tupi, es un club de fútbol brasileño con sede en el Estádio Municipal Rubro-Negro Hinterholz em Crissiumal, Rio Grande do Sul. Actualmente juega en el Campeonato Gaúcho Série A2, segundo nivel de la liga de fútbol del estado de Rio Grande do Sul.

## Historia
El club fue fundado el 1 de mayo de 1949. Terminaron en segundo lugar en el Campeonato Gaúcho de Tercer Nivel en 1969, perdiendo la competición ante Três Passos. Tupy ganó el Campeonato Gaúcho de Tercer Nivel en 2013.

## Logros
- Campeonato Gaúcho Tercer Nivel :
  - Ganadores (1): 2013

## Estadio
El Tupi Futebol Clube juega sus partidos como local en el Estádio Elias Ozias Zoltan, apodado como Estádio Municipal Rubro-Negro. El estadio tiene una capacidad máxima de 3000 personas.